# Torneig d'escacs World Open
El torneig d'escacs World Open, oficialment en anglès World Open chess tournament és un torneig obert d'escacs que s'ha disputat majorment a Filadèlfia amb algunes edicions a Nova York. El torneig inaugural fou un gran èxit que es va jugar a Nova York amb 732 participants, i fou guanyat per Walter Browne.
El torneig es divideix en dues seccions diferents, amb entre 100 i 200 jugadors a la secció principal. L'edició de 1986 va tenir més de 1507 participants, segurament un rècord mundial per un torneig d'escacs. L'edició de 2009 va tenir 1350 jugadors dividits en nou seccions. La borsa total de premis fou de 250,000 dòlars (el primer premi de la secció principal era de 15,200 dòlars). Es juga normalment la primera setmana de juliol, de vegades començant a les darreries de juny. Totes les edicions han estat organitzades per la Continental Chess Association.

## Quadre d'honor
S'hi llisten tots els jugadors empatats al primer lloc; en negreta hi ha els guanyadors després del desempat.
| #  | Year    | Lloc                  | Guanyador | Punts |
| -- | ------- | --------------------- | --- | ----- |
| 1  | 1973[1] | Nova York             | Walter Browne (Estats Units) | 9/10  |
| 2  | 1974    | Nova York             | Bent Larsen (Dinamarca) | 8½/9  |
| 3  | 1975    | Nova York             | Pal Benko (Estats Units) · Alan Trefler (Estats Units) | 8/9   |
| 4  | 1976    | Nova York             | Anatoli Lein (Unió Soviètica) · Bernard Zuckerman (Estats Units) | 8/9   |
| 5  | 1977    | Filadèlfia            | John Fedorowicz (Estats Units) · Ron Henley (Estats Units) | 8/9   |
| 6  | 1978    | Filadèlfia            | Peter Biyiasas (Canadà) · Florin Gheorghiu (Romania) · Bernard Zuckerman (Estats Units) · Heikki Westerinen (Finlàndia) · Yasser Seirawan (Estats Units) · Javier Lozano Sanz (Espanya) · Inguar Asmundsson (Islàndia) | 7½/9  |
| 7  | 1979    | Filadèlfia            | Haukur Angantysson (Islàndia) · Tony Miles (Anglaterra) · Florin Gheorghiu (Romania) · Walter Browne (Estats Units) · Arthur Bisguier (Estats Units) · Bernard Zuckerman (Estats Units) · John Fedorowicz (Estats Units) | 8/10  |
| 8  | 1980    | Filadèlfia            | Larry Christiansen (Estats Units) · Roman Djindjikhaixvili (Estats Units) · Florin Gheorghiu (Romania) · Tony Miles (Anglaterra) · Lawrence Day (Canadà) | 7½/9  |
| 9  | 1981    | New Paltz (Nova York) | Igor Ivanov (Canadà) · Dmitry Gurevich (Estats Units) · Joel Benjamin (Estats Units) · Michael Rohde (Estats Units) | 7½/9  |
| 10 | 1982    | Filadèlfia            | Nick de Firmian (Estats Units) · John Fedorowicz (Estats Units) · Dmitry Gurevich (Estats Units) · Eugene Meyer (Estats Units) | 6/8   |
| 11 | 1983    | Nova York             | Kevin Spraggett (Canadà) · Miguel Quinteros (Argentina) · Kamran Shirazi (Iran) · Leonid Bass (Estats Units) · Vitaly Zaltsman (Estats Units) | 7/8   |
| 12 | 1984    | Valley Forge          | Joel Benjamin (Estats Units) | 7/9   |
| 13 | 1985    | Filadèlfia            | Maxim Dlugy (Estats Units) · Dmitry Gurevich (Estats Units) · Yehuda Gruenfeld (Israel) | 7/9   |
| 14 | 1986    | Filadèlfia            | Nick de Firmian (Estats Units) | 7½/9  |
| 15 | 1987    | Filadèlfia            | Borís Gulko (Estats Units) · Tony Miles (Anglaterra) | 8/10  |
| 16 | 1988    | Filadèlfia            | Maxim Dlugy (Estats Units) | 9/11  |
| 17 | 1989    | Filadèlfia            | Mikhaïl Gurévitx (Unió Soviètica) · Aleksandr Txernín (Unió Soviètica) · Michael Rohde (Estats Units) · Walter Browne (Estats Units) · Lev Alburt (Estats Units) · Larry Christiansen (Estats Units) · John Fedorowicz (Estats Units) · Aleksandr Ivanov (Estats Units) · Gildardo Garcia (Colòmbia) · Vladímir Iepixin (Unió Soviètica) | 7½/9  |
| 18 | 1990    | Filadèlfia            | Ígor Glek (Unió Soviètica) | 7½/9  |
| 19 | 1991    | Filadèlfia            | Gata Kamsky (Estats Units) · Alex Yermolinsky (Estats Units) · Jóhann Hjartarson (Islàndia) · Semon Palatnik (Unió Soviètica) | 7½/9  |
| 20 | 1992    | Filadèlfia            | Grigory Kaidanov (Rússia) | 8/9   |
| 21 | 1993    | Filadèlfia            | Alex Yermolinsky (Estats Units) | 7½/9  |
| 22 | 1994    | Filadèlfia            | Artaixès Minassian (Armènia) · Loek van Wely (Països Baixos) | 7,5/9 |
| 23 | 1995    | Filadèlfia            | Alex Yermolinsky (Estats Units) | 8/9   |
| 24 | 1996    | Filadèlfia            | Alex Yermolinsky (Estats Units) · Alexander Goldin (Rússia) | 7½/9  |
| 25 | 1997    | Filadèlfia            | Alexander Shabalov (Estats Units) | 8/9   |
| 26 | 1998    | Filadèlfia            | Alexander Goldin (Rússia) | 8½/9  |
| 27 | 1999    | Filadèlfia            | Gregory Serper (Estats Units) · Boris Gulko (Estats Units) · Alex Yermolinsky (Estats Units) · Joel Benjamin (Estats Units) · Vladímir Akopian (Armènia) · Jaan Ehlvest (Estònia) · Igor Novikov (Ucraïna) · Georgy Timoshenko (Ucraïna) · Alexander Shabalov (Estats Units) · Alexander Fishbein (Estats Units)                         | 7/9   |
| 28 | 2000    | Filadèlfia            | Joel Benjamin (Estats Units) · Jaan Ehlvest (Estònia) · Alexander Goldin (Israel) · Gregory Serper (Estats Units) · Aleksandr Ivanov (Estats Units) · John Fedorowicz (Estats Units) · Pavel Blatny (República Txeca) · Sergey Kudrin (Estats Units)                                                                                     | 7/9   |
| 29 | 2001    | Filadèlfia            | Alexander Goldin (Estats Units) · Ilià Smirin (Israel) · Alexander Onischuk (Ucraïna) · Leonid Yudasin (Israel) · Plantilla:Country data Belarús · Joel Benjamin (Estats Units) · Aleksandr Ivanov (Estats Units) | 7/9   |
| 30 | 2002    | Filadèlfia            | Kamil Mitoń (Polònia) · Ilià Smirin (Israel) · Alexander Onischuk (Estats Units) · Artur Iussúpov (Alemanya) · Jaan Ehlvest (Estònia) · Aleksander Wojtkiewicz (Polònia) · Benjamin Finegold (Estats Units) · Jonathan Rowson (Escòcia) · Varuzhan Akobian (Estats Units)                                                                | 7/9   |
| 31 | 2003    | Filadèlfia            | Jaan Ehlvest (Estònia) · Ilià Smirin (Israel) · Alexander Onischuk (Estats Units) · Alexander Shabalov (Estats Units) · Aleksander Wojtkiewicz (Estats Units) · Nazar Firman (Ucraïna) · Alexander Goldin (Estats Units) · Gennadi Zaichik (Estats Units) · Babakuly Annakov (Estats Units) · Leonid Yudasin (Israel)                    | 7/9   |
| 32 | 2004    | Filadèlfia            | Varuzhan Akobian (Estats Units) | 7½/9  |
| 33 | 2005    | Filadèlfia            | Kamil Mitoń (Polònia) · Magesh Panchanathan (Índia) | 7½/9  |
| 34 | 2006    | Filadèlfia            | Gata Kamsky (Estats Units) · Vadim Milov (Suïssa) · Ildar Ibragimov (Estats Units) · Jaan Ehlvest (Estats Units) · Leonid Yudasin (Israel) · Aleksandr Ivanov (Estats Units) · Giorgi Kacheishvili (Geòrgia) · Joel Benjamin (Estats Units) · Aleksander Wojtkiewicz (Estats Units)                                                      | 7/9   |
| 35 | 2007    | Valley Forge          | Varuzhan Akobian (Estats Units) · Alexander Stripunsky (Estats Units) · Hikaru Nakamura (Estats Units) · Chanda Sandipan (Índia) · Leonid Yudasin (Israel) · Ievgueni Naier (Rússia) · Victor Mikhalevski (Israel) · Alexander Shabalov (Estats Units) · Julio Becerra (Estats Units)                                                    | 7/9   |
| 36 | 2008    | Filadèlfia            | Evgeny Najer (Rússia) · Parimarjan Negi (Índia) · Ľubomír Ftáčnik (Eslovàquia) · Oleksandr Moissèienko (Ucraïna) | 7/9   |
| 37 | 2009    | Filadèlfia            | Evgeny Najer (Rússia) · Hikaru Nakamura (Estats Units) | 7/9   |
| 38 | 2010[2] | Valley Forge          | Viktor Láznička (República Txeca) | 7½/9  |
| 39 | 2011    | Filadèlfia            | Gata Kamsky (Estats Units) · Michael Adams (Anglaterra) | 7/9   |
| 40 | 2012    | Filadèlfia            | Ivan Sokolov (Països Baixos) · Alexander Shabalov (Estats Units) | 7/9   |
| 41 | 2013    | Arlington             | Varuzhan Akobian (Estats Units) · Yuniesky Quesada Perez (Cuba) · Lázaro Bruzón (Cuba) · Viktor Láznička (República Txeca) · Sergey Erenburg (Estats Units) · Tamaz Gelashvili (Geòrgia) · Parimarjan Negi (Índia) · Alejandro Ramirez (Estats Units) · Yury Shulman (Estats Units) · Conrad Holt (Estats Units)                         | 6½/9  |
| 42 | 2014    | Arlington             | Ilià Smirin (Israel) · Illia Nyzhnyk (Ucraïna) · Conrad Holt (Estats Units) | 7/9   |
| 43 | 2015    | Arlington             | Aleksandr Lenderman (Estats Units) · Rauf Məmmədov (Azerbaijan) · Ilià Smirin (Israel) · Aleksandr Ipàtov (Turquia) · Ehsan Ghaem Maghami (Iran) · Illia Nyzhnyk (Ucraïna) · Romain Edouard (França) · Axel Bachmann (Paraguai) | 7/9   |
| 44 | 2016    | Filadèlfia            | Gábor Papp (Hongria) · Victor Bologan (Moldàvia) · Tamaz Gelashvili (Geòrgia) · Gil Popilski (Israel) · Aleksandr Shimanov (Rússia) · Vasif Durarbayli (Azerbaijan) · Illia Nyzhnyk (Ucraïna) | 7/9   |
| 45 | 2017    | Filadèlfia            | Tigran L. Petrosian (Armènia) | 7½/9  |
| 46 | 2018    | Filadèlfia            | Illia Nyzhnyk (Ucraïna) | 7½/9  |
| 46 | 2019    | Filadèlfia            | Lê Quang Liêm (Vietnam) · Jeffery Xiong (Estats Units) | 7½/9  |
| 47 | 2020    | En línia              | Sanan Sjugirov (Rússia) · P. Iniyan (Índia) | 7½/9  |
| 48 | 2021    | Filadèlfia            | Hans Niemann (Estats Units) · John Michael Burke (Estats Units) | 7½/9  |
| 48 | 2022    | Filadèlfia            | Mikhail Antipov (FIDE) · Arman Mikaelyan (Armènia) · Jeffery Xiong (Estats Units) · Jianchao Zhou (Xina) · Pablo Salinas Herrera (Xile) · Brandon Jacobson (Estats Units) · Semen Khanin (Rússia) | 7/9   |